# Cypripedium candidum
Cypripedium candidum är en orkidéart som beskrevs av Henry Ernest Muhlenberg och Carl Ludwig von Willdenow. Cypripedium candidum ingår i släktet guckuskor, och familjen orkidéer. Inga underarter finns listade i Catalogue of Life.

## Bildgalleri

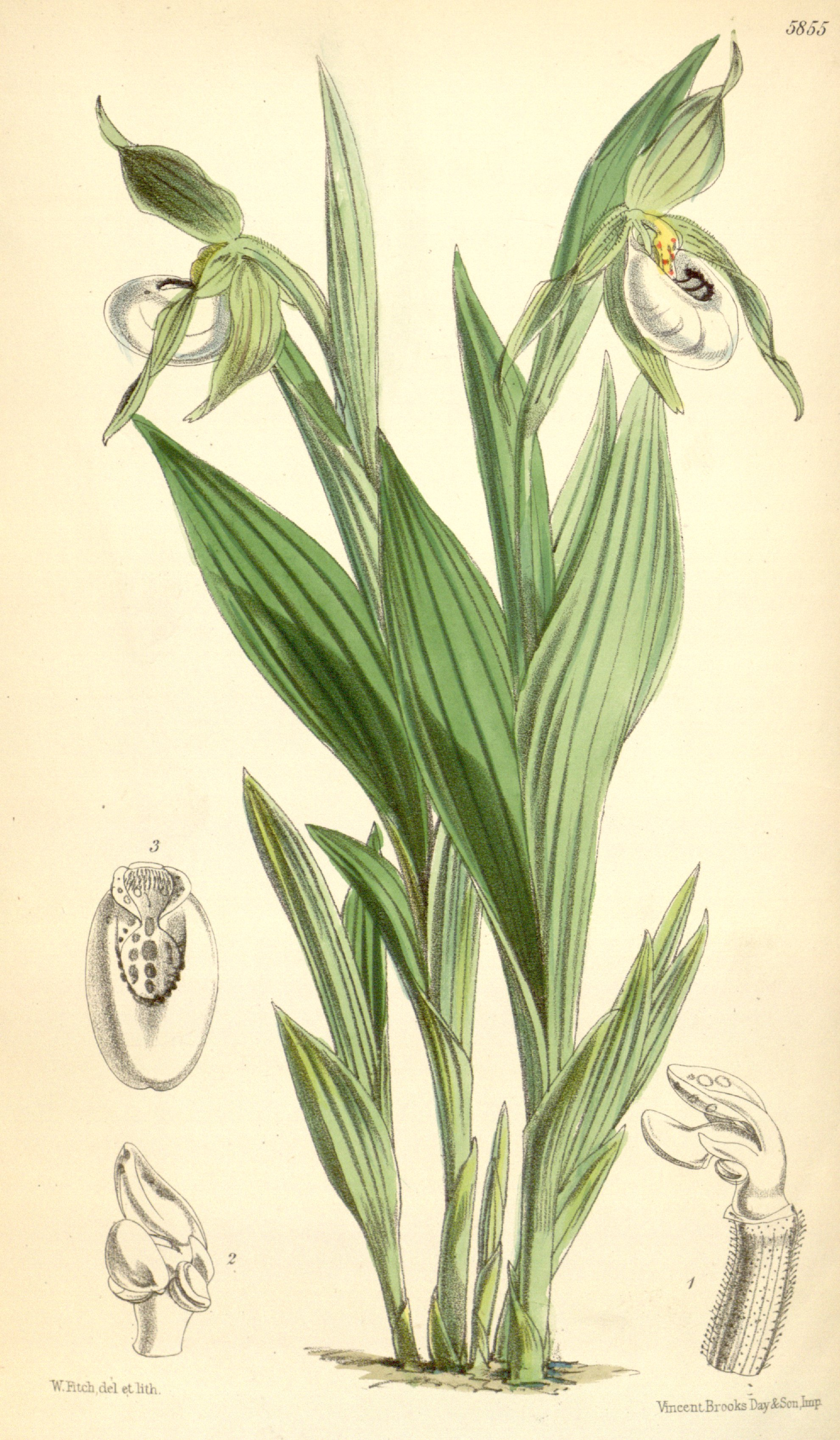
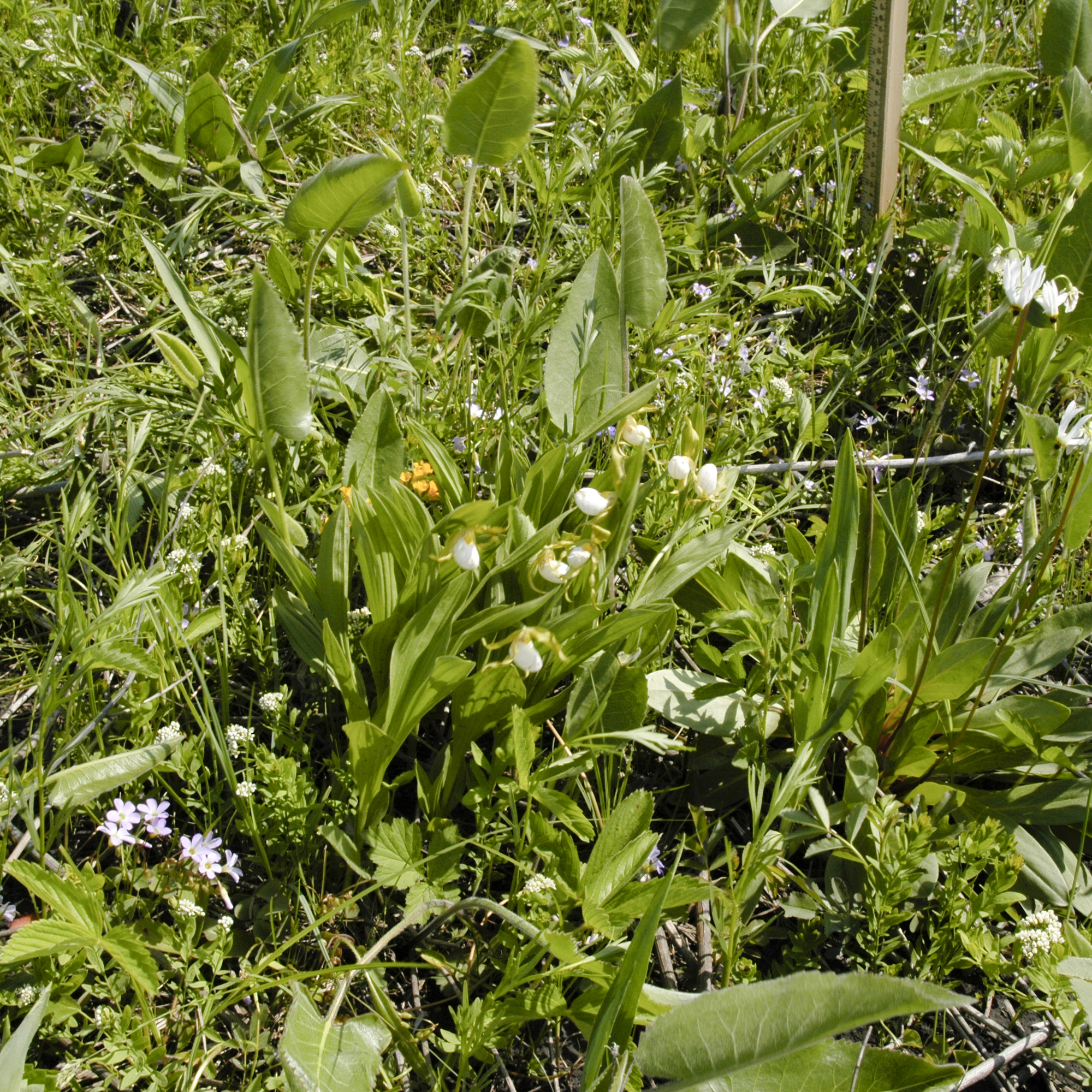
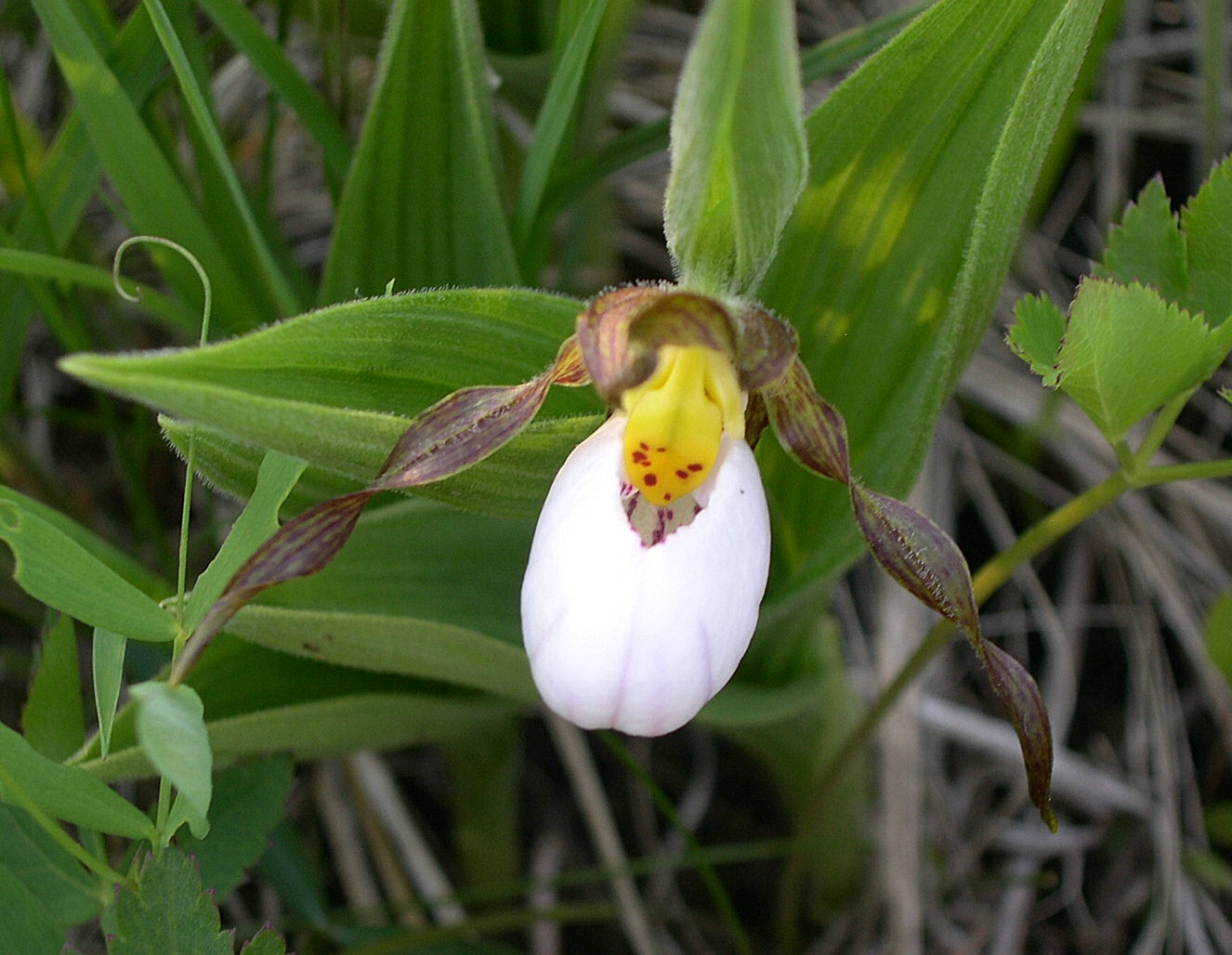
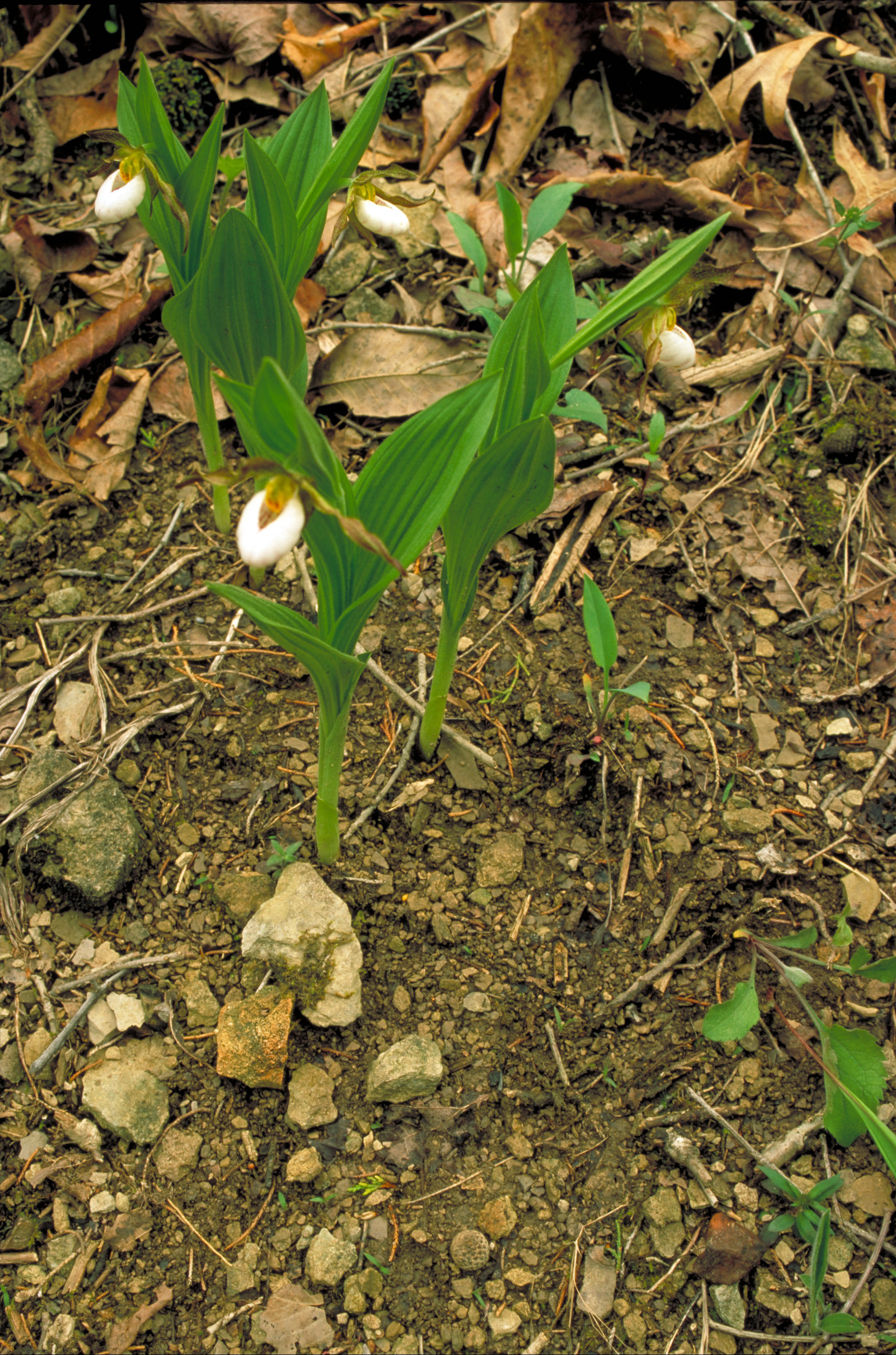
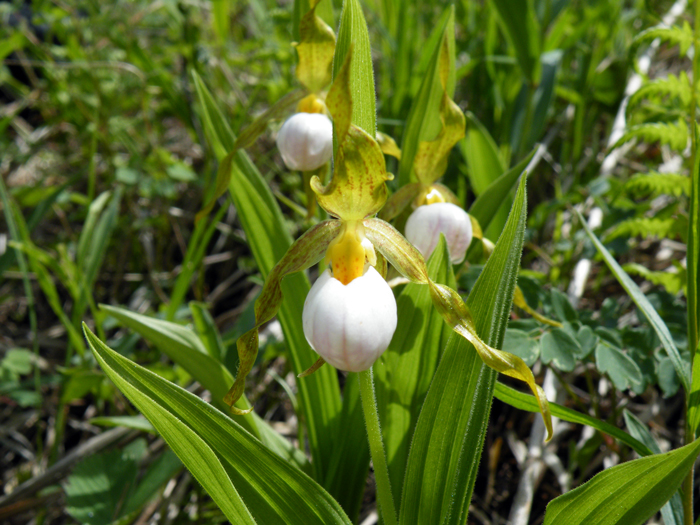
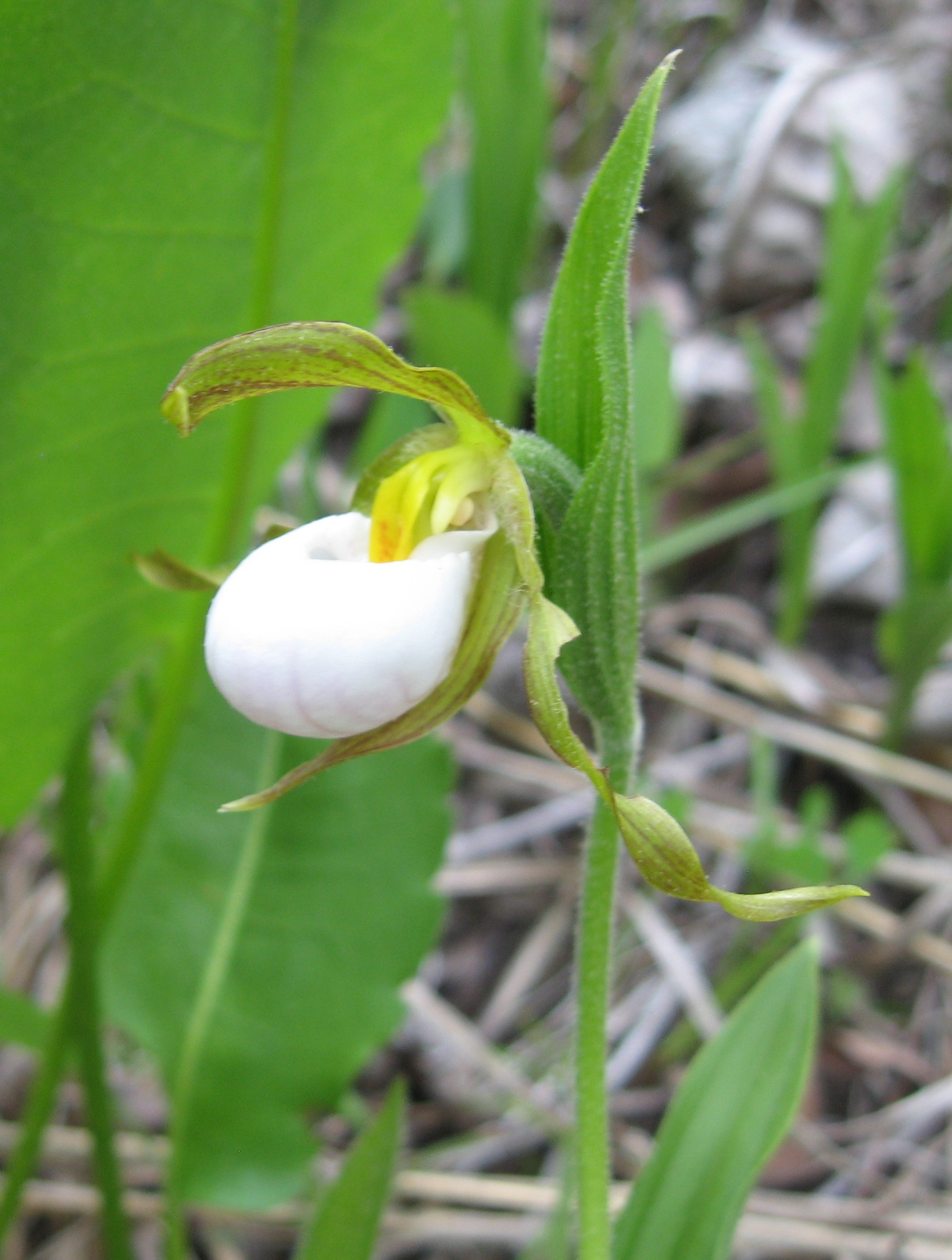